# مجمع الوقود النووي (الهند)
مجمع الوقود النووي تم إنشاء مجمع الوقود النووي في عام 1971 كوحدة صناعية رئيسية في وزارة الطاقة الذرية الهندية لتزويد حزم الوقود النووي والمكونات الأساسية للمفاعلات.

## نبذة
منشأة فريدة من نوعها حيث يتم تصنيع وقود اليورانيوم الطبيعي تحت سقف واحد.
يوفر مجمع الوقود النووي تجميعات وقود أكسيد اليورانيوم المغطى بالزيركلوي والمكونات الهيكلية لسبائك الزركونيوم لجميع المفاعلات النووية العاملة في الهند والتي يبلغ عددها 14 مفاعل.